# Икрам, Зиед Айет
Зиед Айет Икрам (араб. زيد أيت أكرام‎; 18 декабря 1988, Тунис, Тунис) — тунисский и марокканский борец греко-римского стиля, участник трёх Олимпийских игр, многократный чемпион Африки, призёр Африканских игр.

## Карьера
В августе 2012 года на Олимпийских играх в Лондоне, представляя Тунис, на стадии 1/8 финала уступил французу Кристофу Гено. С 2015 года представляет Марокко. В августе 2016 года на Олимпийских играх в Рио-де-Жанейро на стадии 1/8 финала уступил китайцу Ян Биню. В апреле 2021 года в тунисском Хаммамете на африканском и океанском олимпийский отборочный турнире к Олимпийским играм в Токио завоевал лицензию. Был заявлен на Олимпийские игры, но в августе 2021 года на схватку против венгра Тамаша Лёринца не вышел из-за травмы, также не вышел в утешительном поединке против японца Сёхэя Ябику.

## Достижения
- Чемпионат Африки по борьбе 2007 — ;
- Африканские игры 2007 — ;
- Чемпионат Африки по борьбе 2008 — ;
- Чемпионат Африки по борьбе 2009 — ;
- Чемпионат Африки по борьбе 2010 — ;
- Чемпионат Африки по борьбе 2011 — ;
- Арабские игры 2011 — ;
- Чемпионат Африки по борьбе 2012 — ;
- Олимпийские игры 2012 — 17;
- Чемпионат Африки по борьбе 2013 — ;
- Чемпионат Африки по борьбе 2013 — ; (вольная борьба)
- Чемпионат Африки по борьбе 2014 — ;
- Чемпионат Африки по борьбе 2015 — ;
- Арабский чемпионат 2015 — ;
- Олимпийские игры 2016 — 19;
- Чемпионат Африки по борьбе 2017 — ;
- Чемпионат Африки по борьбе 2019 — ;
- Африканские игры 2019 — ;
- Олимпийские игры 2020 — 16;